# Aspidoglossum difficile
Aspidoglossum difficile là một loài thực vật có hoa trong họ La bố ma. Loài này được Hilliard mô tả khoa học đầu tiên năm 1988.